# Daniel Komen
Daniel Kipngetič Komen (* 17. května 1976) je bývalý keňský atlet, běžec na střední a dlouhé tratě.

## Sportovní kariéra
V roce 1994 vybojoval na juniorském mistrovství světa v Lisabonu dvě zlaté medaile (5000 m, 10 000 m). O tři roky později se stal v Athénách mistrem světa v běhu na 5000 metrů. Až do srpna roku 2024 (téměř 28 let) držel světový rekord v běhu na 3000 metrů časem 7:20,67 min. z roku 1996 a až do roku 2023 držel i halový světový rekord na stejné trati časem 7:24,90 min. (1998).
Komen také ve své době jako jediný běžec dokázal zaběhnout kombinaci 5000 metrů pod 13 minut (dokonce i pod 12:40 min), a zároveň 1500 m pod 3:30 min. Do roku 2023 také držel světový rekord (resp. nejlepší světový výkon) v méně vypisovaném běhu na 2 míle (vzdálenost odpovídající zhruba 3218,7 m) časem 7:58,61 min z roku 1997; jako první v historii na této distanci překonal hranici 8 minut.
Komen byl fenomenálním běžcem, doplatil však na neuváženou strategii častých startů na vyčerpávajících mítincích. V roce 1997 se stal poprvé a naposled v kariéře mistrem světa v běhu na 5000 metrů, což jistě neodpovídalo jeho potenciálu.

## Osobní rekordy
Dráha
- 1500 m – 3:29,46 min. (1997)
- 1 míle – 3:46,38 min. (1997)
- 2000 m – 4:51,30 min (1998)
- 3000 m – 7:20,67 min. (1997) - bývalý SR[3]
- 2 míle – 7:58,61 min. (1997)
- 5000 m – 12:39,74 min. (1997)
- 10 000 m – 27:38,32 min. (2002)

Hala
- 3000 m – 7:24,90 min., (1998) - bývalý SR[4]